# Aminata Traoré
Aminata Dramane Traoré (Bamako, 1942) is een Malinees schrijfster, politicus en politiek activiste.

## Biografie
Traoré studeerde in Frankrijk aan de Universiteit van Caen. Ze behaalde een doctoraat in sociale psychologie en een diploma in psychopathologie. Als wetenschappelijk medewerker werkte ze aan de universiteit van Abidjan in Ivoorkust.
Tijdens het presidentschap van Alpha Oumar Konaré werd ze van 1997 tot 2000 benoemd tot minister van cultuur en toerisme.
Voor en na haar ministerschap werkte ze voor een groot aantal regionale en internationale organisaties, waaronder het VN-Ontwikkelingsprogramma,  het Forum pour l'autre Mali en het International Network for Cultural Diversity. In juli 2005 trad ze toe tot het bestuur van de Inter Press Service.
Ze is een prominent criticus van globalisering en het economisch beleid van veel ontwikkelde westerse landen. In 2004 ontving ze voor haar strijdvaardige inbreng in de internationale discussie over globalisering een Prins Claus Prijs.